# わかさ氷ノ山スキー場
わかさ 氷ノ山スキー場（わかさひょうのせんスキーじょう）は、鳥取県八頭郡若桜町にあるスキー場。樹氷が観られることから「西の蔵王」とも呼ばれる。

## 概要
ゲレンデは、鳥取県と兵庫県の県境に聳える氷ノ山の西麓（鳥取県側）、標高770mから1200mに広がる。周辺一帯はイヌワシやヤマネが生息する自然豊かな原生林の森で、「日本の秘境100選」にも選定されている。
高地に位置するため、ブナやナラの森に囲まれた林間コースやパウダースノーを体験でき、樹氷も観ることができる。コース総数は5コースで、すべて自然の地形をそのまま生かしている。
映画「白銀の王座」（市川春代主演、1935年（昭和10年）公開）のロケ地になった。

## データ
- 最上部 - 1,200m
- 最下部 - 770m
- 標高差 - 430m
- 積雪量 - 最大 (200cm) 平均 (95cm)
- コース
  - コース総数 - 5コース
  - 斜面レベル構成 - 初級20%、中級70%、上級10%
  - ゲレンデ斜面状況 - 圧雪100%
  - 最高滑走距離 - 2,000m
  - 最大斜度 - 39度
  - 平均斜度
    - アルパインコース - 全長：500m、最高斜度：28度、平均斜度：10度、標高：800-940m
    - イヌワシコース - 全長：1,000m、最高斜度：39度、平均斜度：17度、標高：780-950m
    - ロマンスコース - 全長：500m、最高斜度：20度、平均斜度：8度、標高：770-860m
    - パノラマコース - 全長：1,000m、最高斜度：32度、平均斜度：10度、標高：860-1,005m
    - チャレンジコース - 全長：500m、最高斜度：37度、平均斜度：18度、標高：1,003-1,200m
- リフト
  - リフト総数 - シングル2基、ペア4基
    - イヌワシリフト1・2号 - シングル、滑走距離 546m
    - 若桜観光リフト - ペア、滑走距離 418m
    - 樹氷第1ロマンスリフト - ペア、滑走距離 458m
    - 樹氷第2パノラマリフト - ペア、滑走距離 825m
    - 樹氷第3チャレンジリフト - ペア、滑走距離 477m

## 近隣の宿泊施設・レストハウス
- 氷ノ山高原の宿氷太くん
- つくよね山荘
- ヒュッテ白樺
- モリス荘
- 若桜氷ノ山ユースホステル
- 白銀荘
- アルパインヒュッテ
- ロッジ森岡

## 利用情報
- 所在地 - 〒680-0728 鳥取県八頭郡若桜町舂米（つくよね）
- 交通アクセス
  - 若桜鉄道 若桜駅 より若桜町営バス「氷ノ山自然ふれあいの里」行で25分、「スキー場前」下車徒歩すぐ
  - 中国自動車道 山崎ICから国道29号・482号で71.5 km、約110分（合計収容台数 870台）

## 周辺
- わかさ氷ノ山自然ふれあいの里
  - 鳥取県立氷ノ山自然ふれあい館響の森
  - わかさ氷ノ山キャンプ場
- 舂米（つくよね） の棚田 - 棚田百選